# Präsidentschaftswahl in Haiti 2015
Die Präsidentschaftswahl in Haiti 2015 fand mit ihrem ersten Wahlgang am 25. Oktober 2015 gleichzeitig mit Kommunalwahlen und dem zweiten Wahlgang der Parlamentswahl statt. Kein Kandidat errang die absolute Mehrheit. Der somit erforderliche zweite Wahlgang fand nicht statt, da die Wahl angefochten und schließlich annulliert wurde.

## Hintergrund
Der amtierende, im Jahr 2010 gewählte Präsident Michel Martelly durfte laut Verfassung nicht ein zweites Mal kandidieren. Da kein Kandidat im ersten Wahlgang die Mehrheit der Stimmen erhielt, sollte am 27. Dezember 2015 eine Stichwahl als zweiter Wahlgang stattfinden. Am 22. Dezember gab der provisorische Wahlrat (CEP) bekannt, dass die Stichwahl auf unbestimmte Zeit verschoben wurde.
Präsident Martelly hielt an der Abhaltung des zweiten Wahlgangs fest. Der unterlegene Kandidat Jude Célestin erklärte daraufhin, dass Personen, die an der Stichwahl teilnähmen,  als Verräter an der haitianischen Nation zu bezeichnen seien. Es kam zu gewalttätigen Ausschreitungen im Land. Der provisorische Wahlrat verschob den Termin für den zweiten Wahlgang verschiedentlich. Er sollte schließlich am 24. April 2016 stattfinden.
Célestin und fünf weitere Kandidaten blieben bei ihrer Kritik am ersten Wahlgang und bezeichneten diesen als „antidemokratisch“. Sie riefen dazu auf, den Willen des Volkes zu respektieren. Die Anhänger von Célestin protestierten auf der Straße zusammen mit den Anhängern der Partei Platfom Pitit Desalin von Jean-Charles Moïse und den Anhängern der Partei Fanmi Lavalas des ehemaligen Präsidenten Jean-Bertrand Aristide, deren Präsidentschaftskandidatin Maryse Narcisse den vierten Platz belegt hatte. Die Demonstranten warfen Steine und verbrannten Autoreifen. Die Polizei reagierte mit Tränengas und nahm einige Personen fest. Sie stoppte und durchsuchte auch das Fahrzeug des ehemaligen obersten Staatsanwalts, Claudy Gassant, der als Anhänger des Erstplatzierten Jovenel Moïse galt.
Martelly dessen offizielle Amtszeit am 7. Februar 2016 abgelaufen war, wurde am 17. Februar 2016 durch Jocelerme Privert abgelöst, der von der Nationalversammlung zum provisorischen Präsidenten gewählt worden war. Privert bildete eine Kommission, die die Legitimität des Wahlprozesses prüfte. Im Mai 2016 stellte die Kommission nach Durchsicht von rund 13 000 Stimmzettel fest, dass es bei dem ersten Wahlgang zu Betrug gekommen sei. Sie empfahl eine vollständige Wiederholung der Wahl.
Die schließlich annullierte Wahl 2015 wurde im Jahr 2016 wiederholt.

## Kandidaten
Ursprünglich waren siebzig Kandidaten angetreten, darunter 64 Männer und sechs Frauen. Zwei Kandidaten, der frühere Generaldirektor der Police National d’Haiti Mario Andresol und der in den Vereinigten Staaten ausgebildete Agrarwissenschaftler Diony Monestime, traten als Unabhängige an. Bis zum 28. Mai 2015 erfolgten 41 Einsprüche gegen 23 der 70 Kandidaten, darunter gegen Andresol und den ehemaligen Premierminister Laurent Lamothe.
Die endgültige Liste mit 58 Kandidaten wurde am 12. Juni veröffentlicht, Zwei weitere Kandidaten wurden noch von der Liste genommen, so dass sich die Gesamtzahl der Kandidaten auf 56 stellte.

## Ergebnis
Die Wahlbeteiligung lag bei 28,8 Prozent.
| Kandidat                  | Partei                          | Stimmen   | Prozent |
| ------------------------- | ------------------------------- | --------- | ------- |
| Jovenel Moïse             | Parti haïtien Tèt Kale          | 508.761   | 32,8    |
| Jude Célestin             | Inite-LAPEH                     | 392.782   | 25,3    |
| Jean-Charles Moïse        | Platfòm Pitit Desalin           | 222.109   | 14,3    |
| Maryse Narcisse           | Fanmi Lavalas                   | 108.844   | 7,0     |
| Eric Jean Baptiste        | Mouvement d’action sociale      | 56.427    | 3,6     |
| Jean-Henry Céant          | Renmen Ayiti                    | 38.898    | 2,5     |
| Sauveur Pierre Étienne    | Organisation du peuple en lutte | 30.144    | 1,9     |
| Irvenson Steven Benoit    | Konviksyon                      | 17.796    | 1,2     |
| Steeve Khawly             | Réseau Bouclier National        | 16.752    | 1,1     |
| alle anderen Kandidaten   | alle anderen Kandidaten         | < 16.000  | < 1,0   |
| abgegebene Stimmen gesamt |                                 | 1.672.931 | 100     |
| registrierte Wähler       | registrierte Wähler             | 5.871.450 |         |